# 上野村立上野中学校
上野村立上野中学校（うえのそんりつうえのちゅうがっこう）は、群馬県多野郡上野村楢原にある公立中学校。
1981年4月に上野西中学校と上野東中学校が統合して発足した。

## 参考資料
1. ↑  “第63回 全国へき地教育研究大会群馬大会開催要項”. 2019年8月10日閲覧。